# Cochemiea theresae
Cochemiea theresae, conocido comúnmente como biznaga de coneto, es una especie de planta suculenta perteneciente al género Cochemiea, dentro de la familia Cactaceae. Es endémica del noreste de México (concretamente de los estados mexicanos de Durango y Zacatecas) y anteriormente se le conocía como Mammillaria teresae.

## Descripción

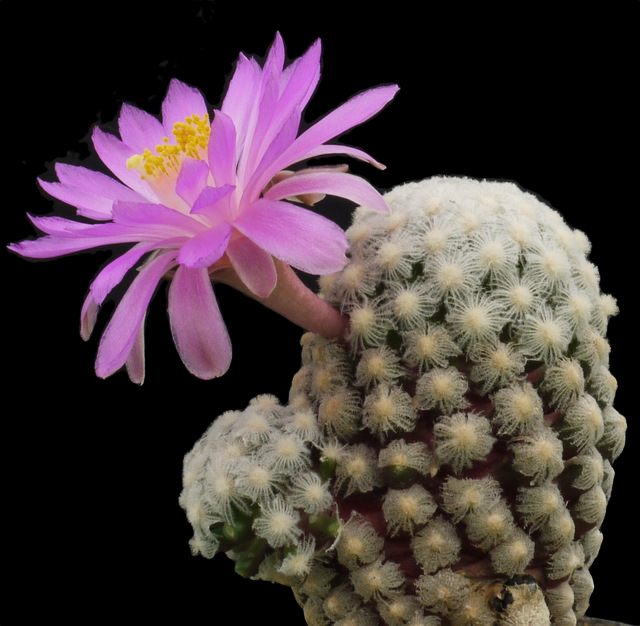
Detalle de las espinas y la flor

Cochemiea theresae es una especie de cactus pequeño que generalmente crece de forma solitaria, rara vez se ramifica y tienen una raíz pivotante fuerte. Los tallos van de esféricos a cilíndricos, son de color verde oliva con tinte rojo magenta y alcanzan una altura de 4 a 5 cm y un diámetro de 1 a 3 cm. 
Los tallos están cubiertos de tubérculos que van de cilíndricos a cónicos, se disponen en espiral y no producen savia lechosa (látex). Sus axilas (espacio que hay entre los tubérculos) son escasamente lanosas, las areolas tienen forma circular y no presentan espinas centrales. Tienen de 22 a 30 espinas radiales de color blanco translúcido a blanco amarillento, son de aspecto plumoso y miden hasta 0,2 cm de largo.

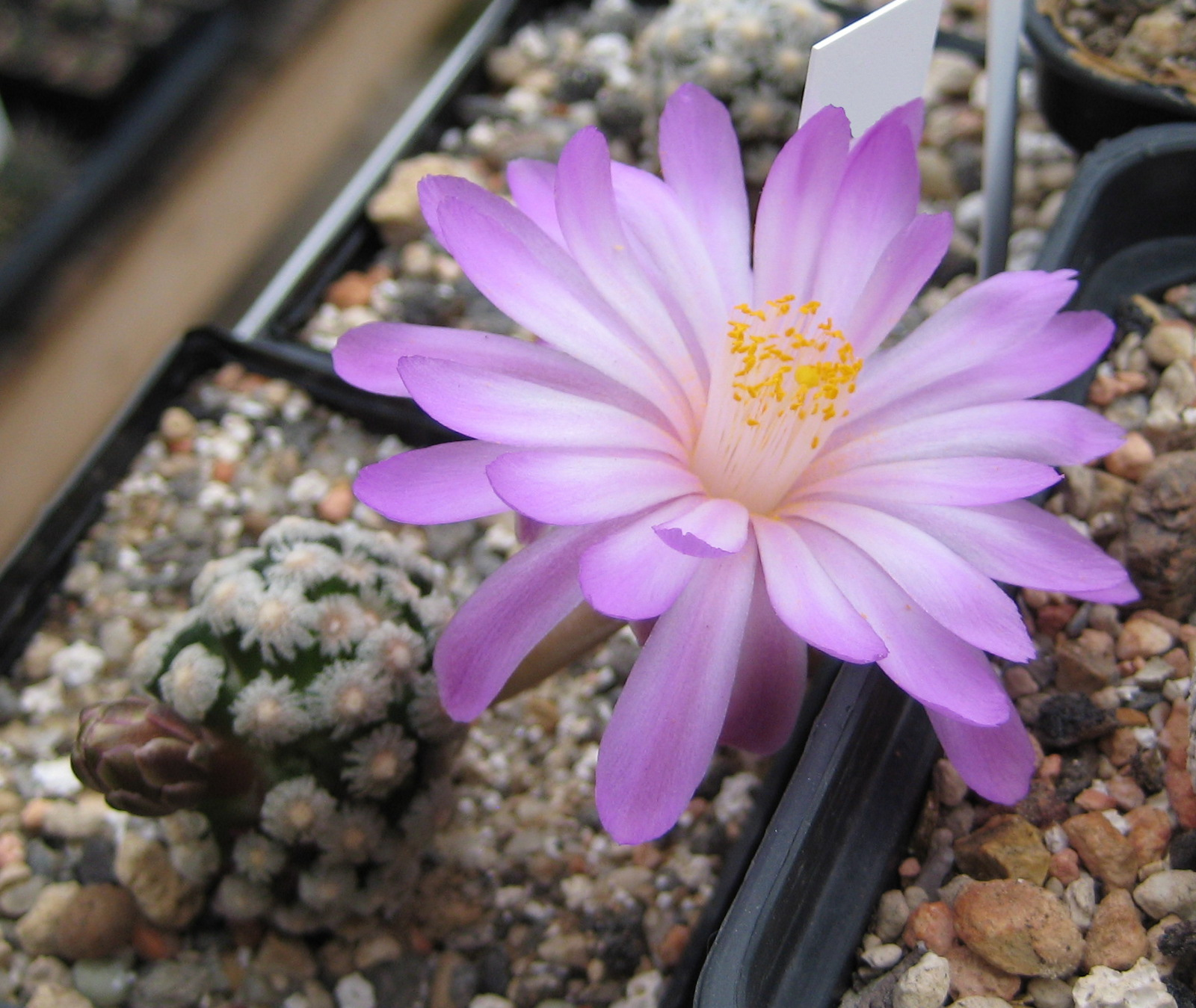
Cultivo en maceta

Las flores son de color violeta púrpura y tienen forma de embudo. Miden hasta 5 cm de largo y 3,5 cm de diámetro. Los frutos tienen forma de maza, miden hasta 1 cm de largo y en su interior contienen semillas negras.

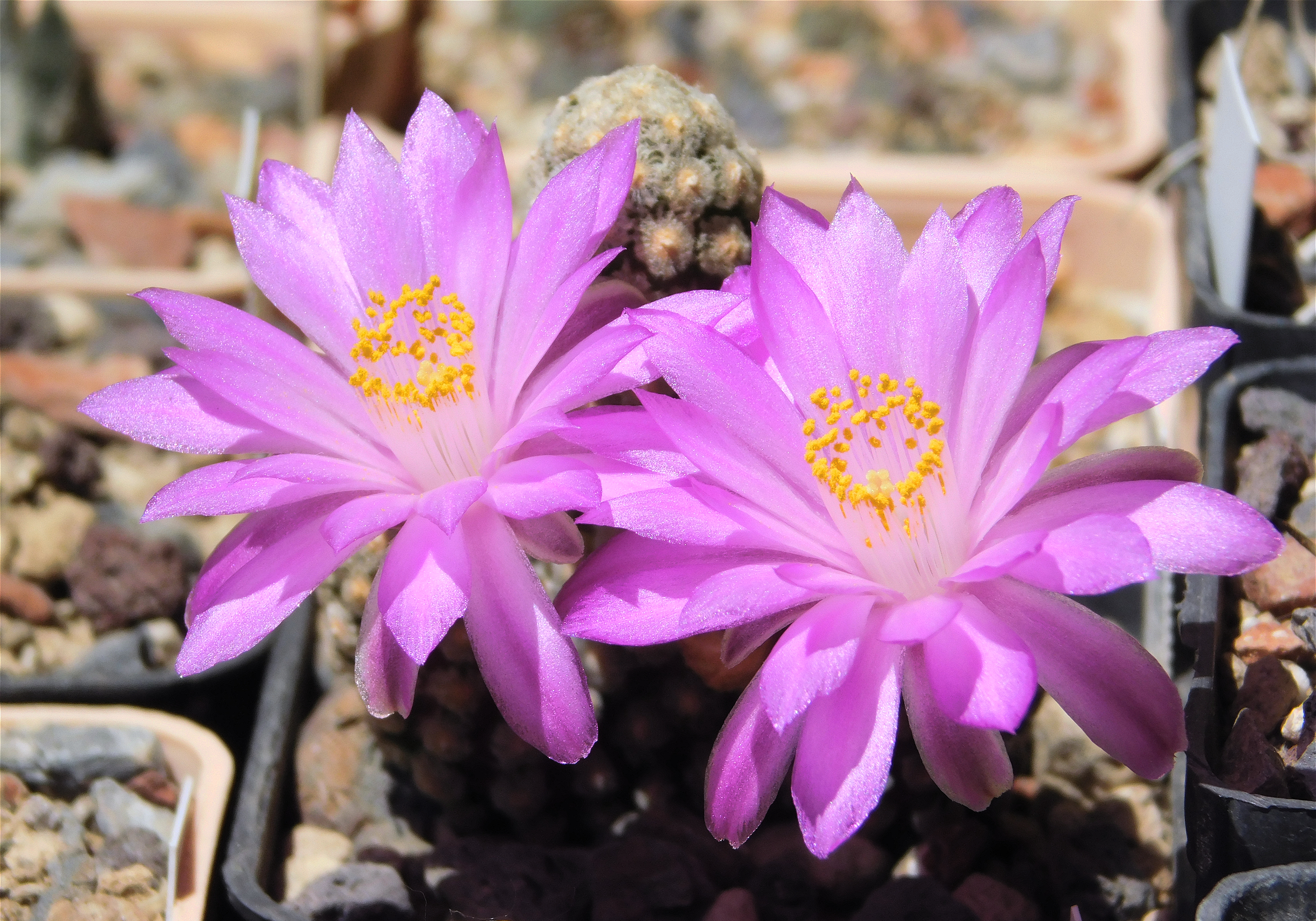
Floración

Señalar que es una de las pocas especies de cactus con frutos criptocárpicos. Es decir, el fruto y las semillas se producen y retienen dentro del tallo de la planta. De hecho, después de que la flor sea fecundada, ésta se cae y el tallo se cierra sobre el fruto, madurando gradualmente en su interior. En los años siguientes, el fruto puede permanecer incrustado en el cuerpo de la planta o puede sobresalir un poco, dejando salir algunas semillas. Pero por lo general, las semillas permanecen dentro del cuerpo de la planta durante varios años o durante todo el ciclo de vida de la planta, liberándose solo cuando la planta muere, después de la desintegración del tallo viejo.

## Distribución y hábitat
El área de distribución nativa de esta especie es el noreste de México (concretamente en los estados mexicanos de Durango y Zacatecas) y crece principalmente en biomas desérticos o de matorrales secos, entre los 2150 y 2300 metros sobre el nivel del mar.

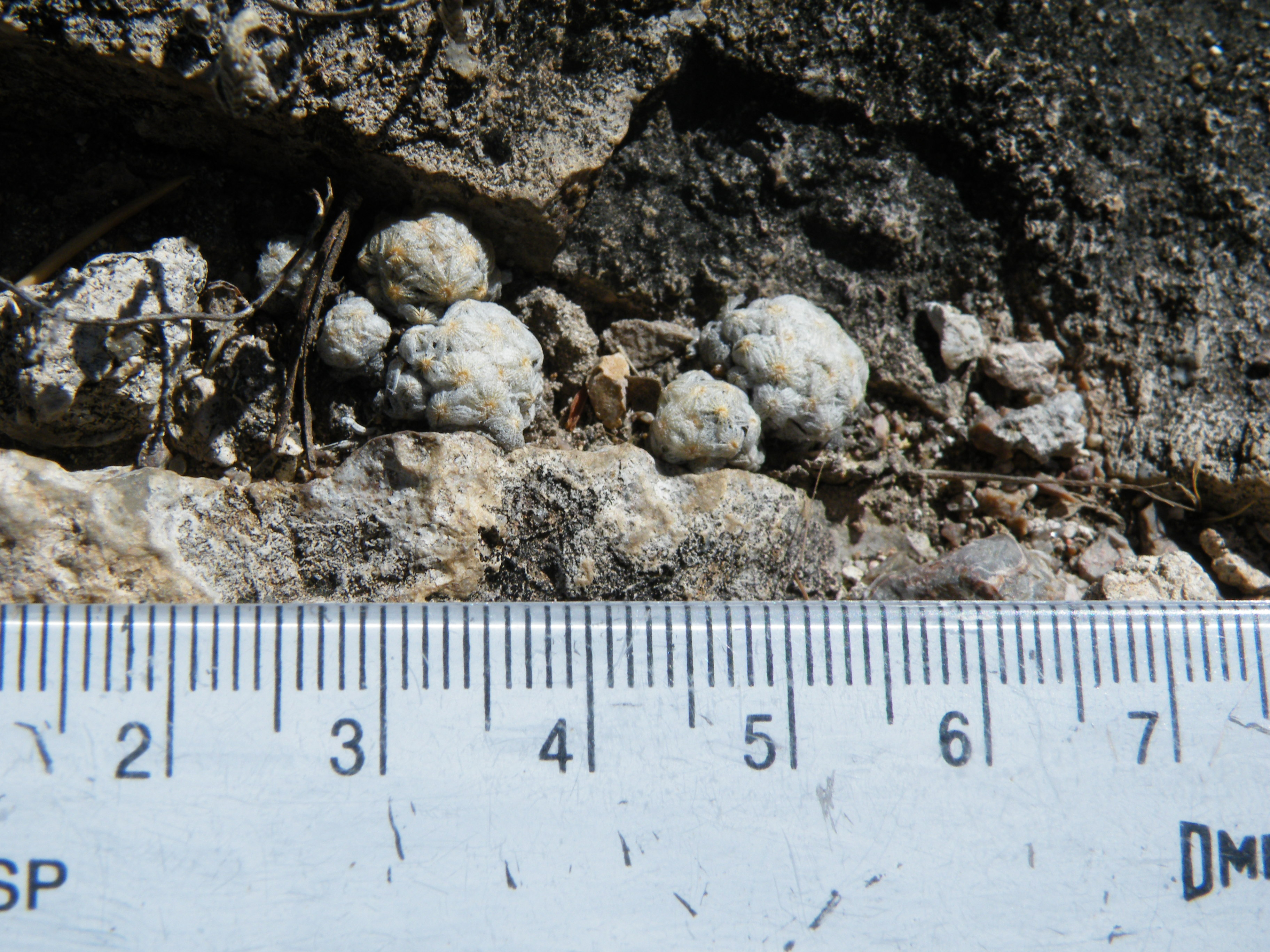
En su hábitat

Esta especie crece sobre todo en parches de musgo sobre formaciones rocosas de piedra caliza de las laderas orientales de las montañas de Coneto, y en pastizales con bosques de pino y roble cercanos.

## Taxonomía
La primera descripción de esta especie fue como Mammillaria theresae, publicada en 1967 por el botánico estadounidense Ladislaus Cutak en la revista científica Cactus and Succulent Journal 39: 239.
Posteriormente, el botánico ruso Alexander Borissovitch Doweld colocó la especie en el género Cochemiea, pasando a llamarse Cochemiea theresae y anotando estos cambios en la revista científica Tsukkulenty 3: 39 en el año 2000.
Etimología
- Cochemiea: nombre genérico que hace referencia a la tribu indígena Cochimí, que en el pasado ocupó un gran territorio de Baja California y cuya área es parte del área de distribución natural de este género.
- theresae: epíteto específico otorgado en honor a la estadounidense Therese Bock, esposa del coleccionista de cactus John Bock de Sharon, que fue el descubridor de la especie.[9]

## Estado de conservación
En la Lista Roja de Especies Amenazadas de la UICN, la especie está clasificada como “En Peligro Crítico (CR)”.

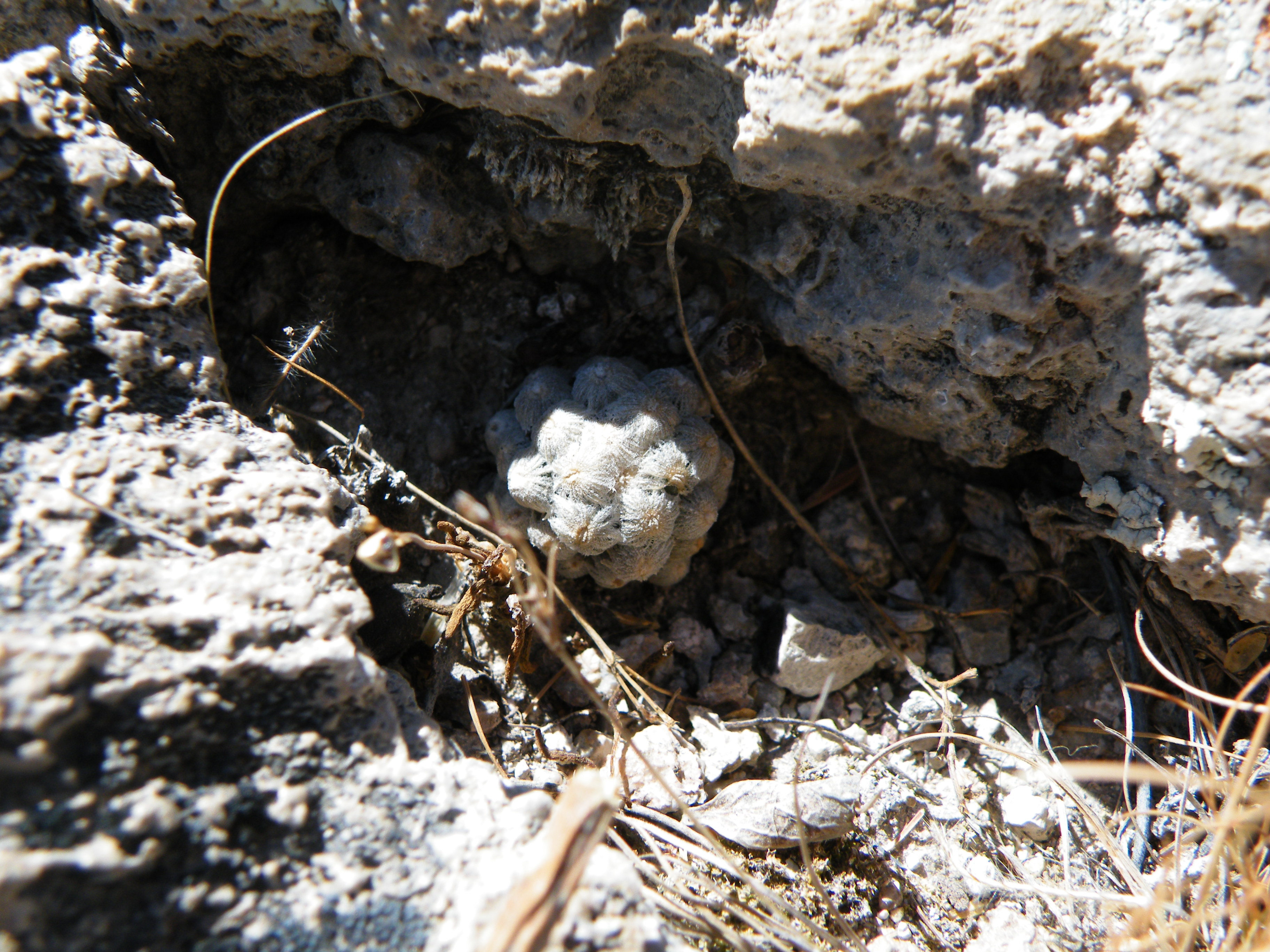
Crecimiento entre rocas

Señalar que debido a sus características, esta especie ha sido extraída de su hábitat para ser comercializada de manera ilegal, aunque no se tiene cuantificación del daño que esto ha producido a las poblaciones. Además es endémica a México y se considera en la categoría de Amenazada (A) de la Norma Oficial Mexicana 059. 

## Usos

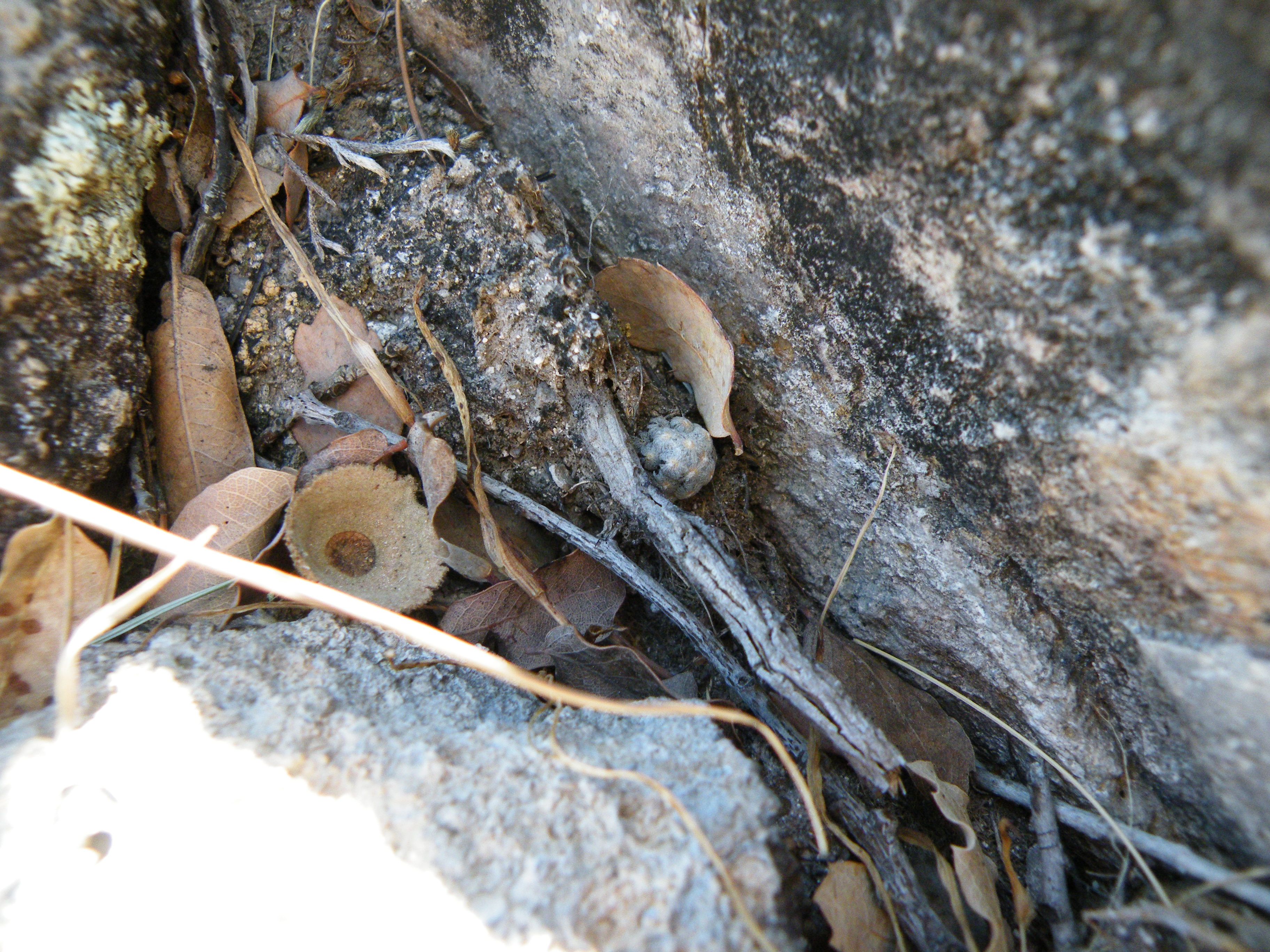
Tallo solitario

Se cultiva principalmente como planta ornamental y su propagación se realiza a través de esquejes o semillas, aunque éstas pueden tardas de 5 a 8 años en germinar.

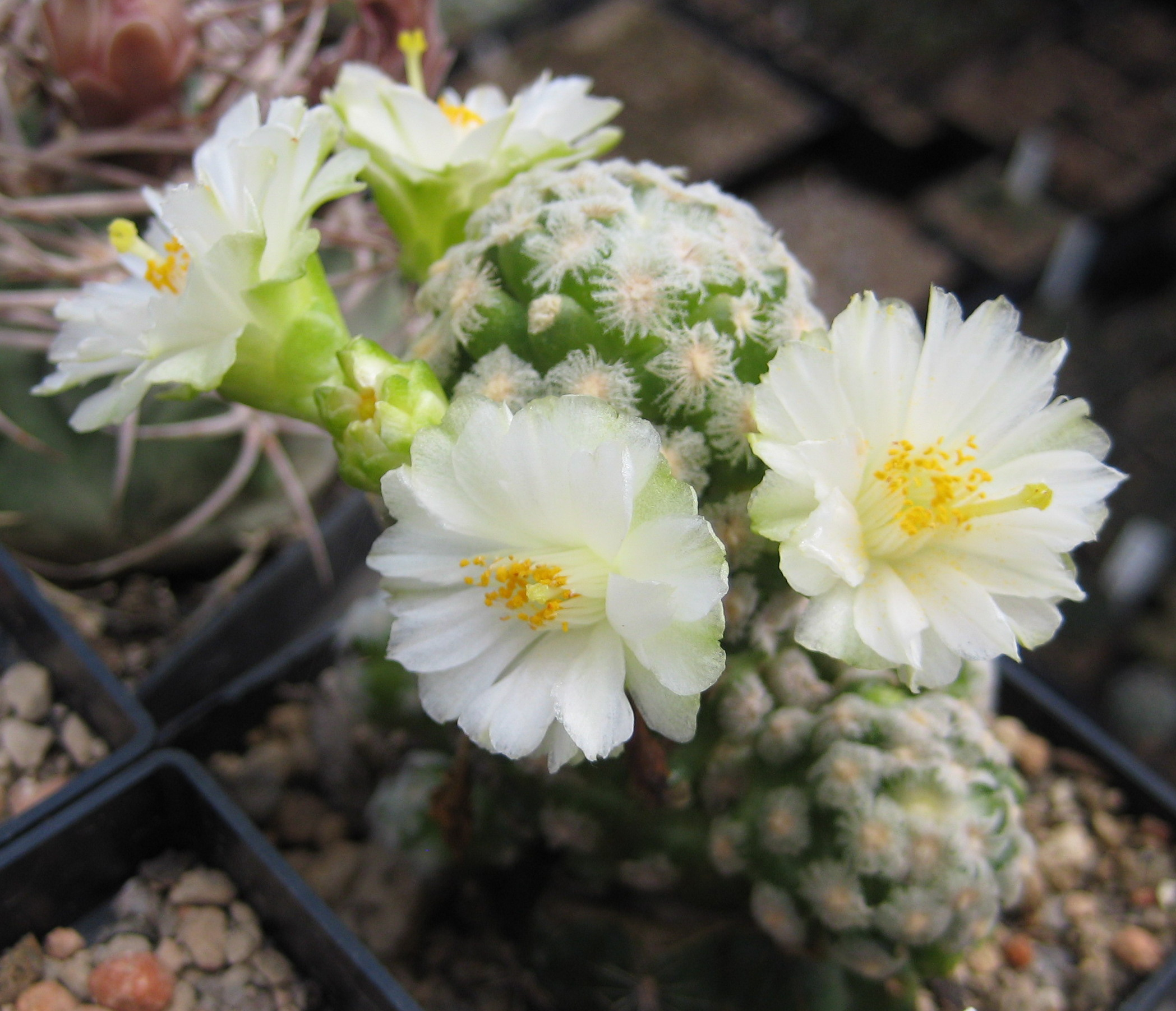
Variedad de flor blanca